# Staurochaeta grisea
Staurochaeta grisea là một loài ruồi trong họ Tachinidae.